# 阿利若
41°16′34″N 7°28′30″W / 41.27611°N 7.47500°W

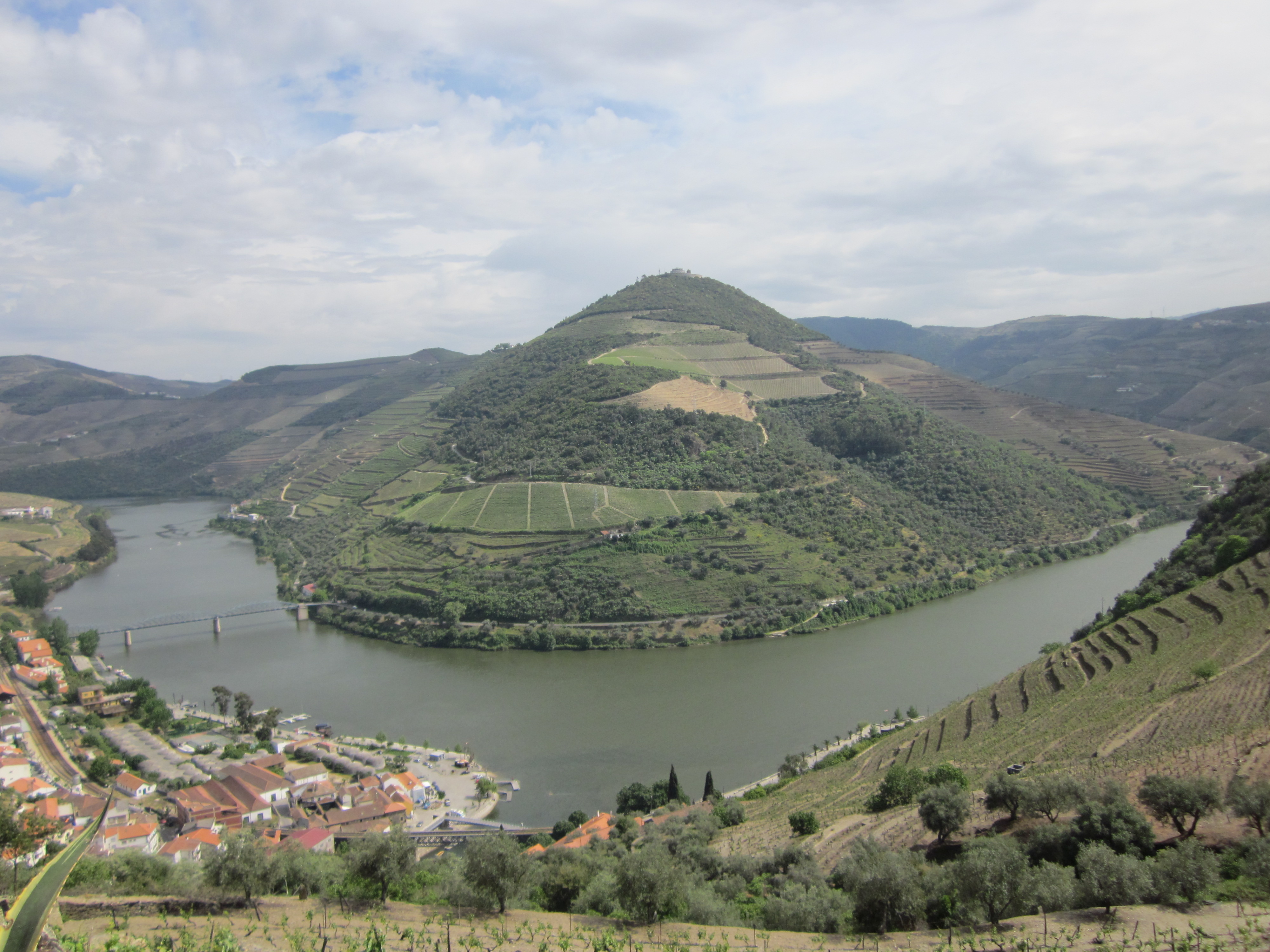

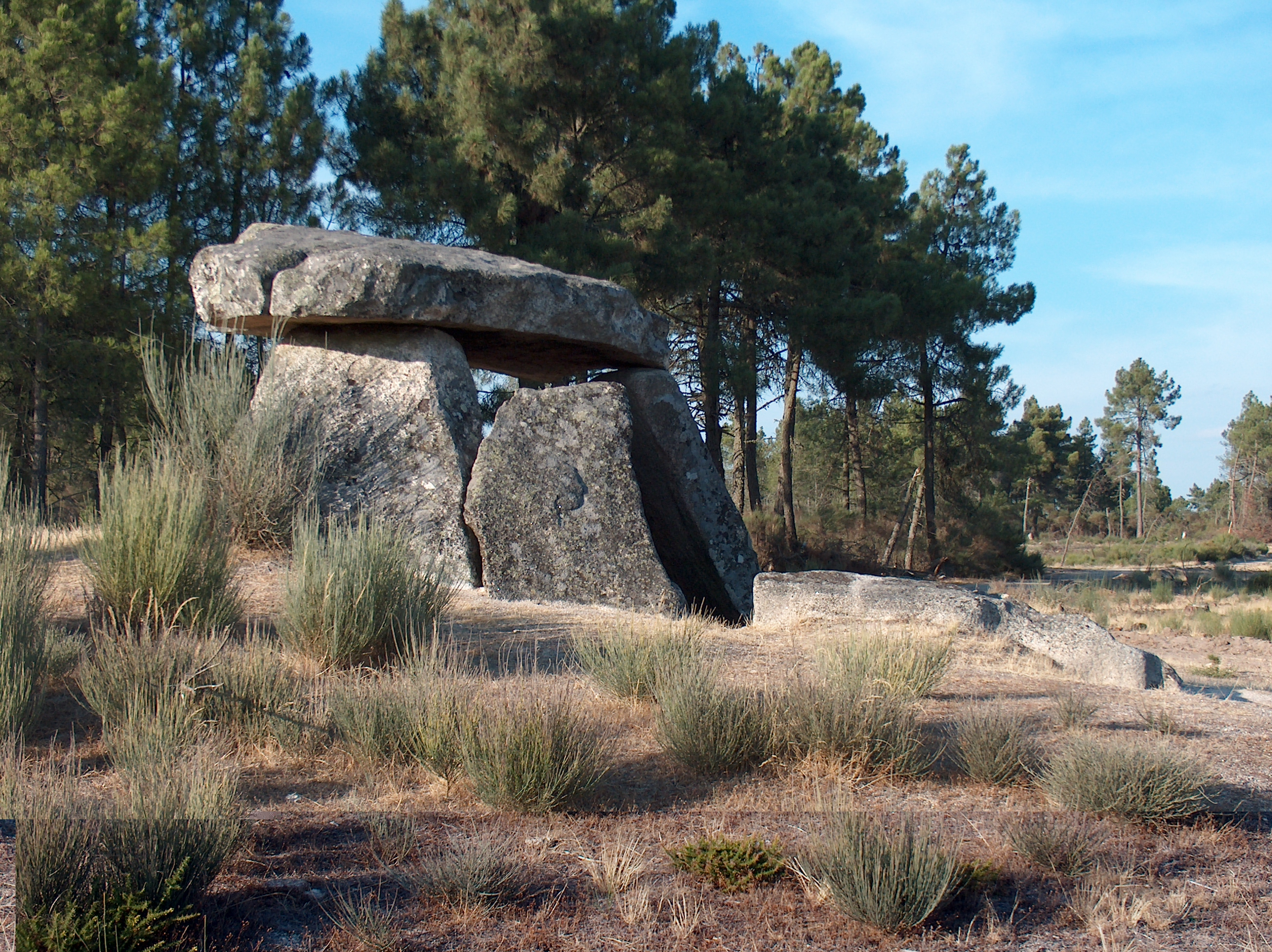

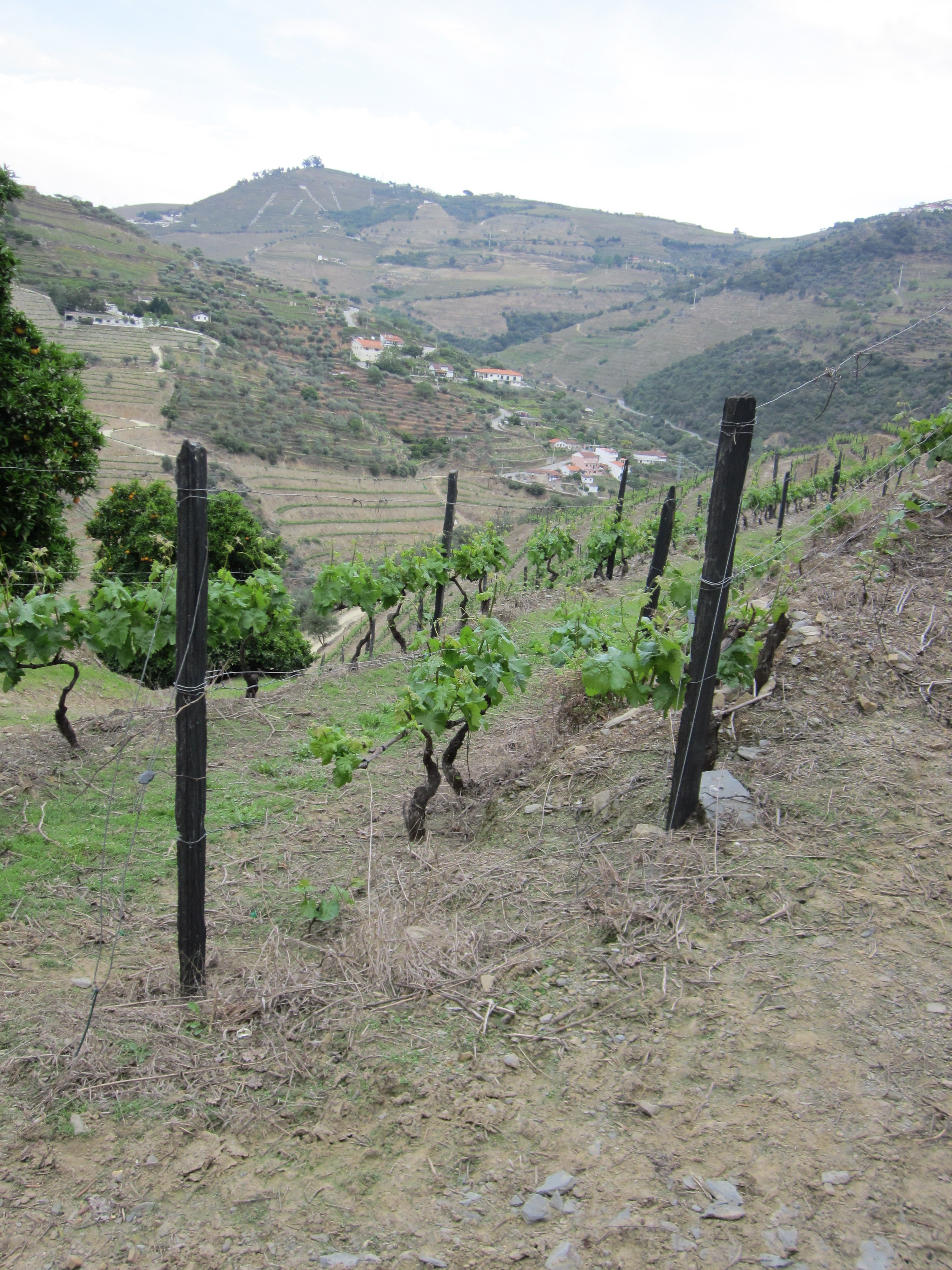

阿利若（葡萄牙語：Alijó），是葡萄牙的城鎮，位於該國北部，由雷亞爾城區負責管轄，始建於1226年，面積297.6平方公里，2011年人口11,942，該城鎮人口密度每平方公里40.13人。